# Pueblo Nuevo, Gómez Palacio
Pueblo Nuevo är en ort i Mexiko.   Den ligger i kommunen Gómez Palacio och delstaten Durango, i den centrala delen av landet, 800 km nordväst om huvudstaden Mexico City. Pueblo Nuevo ligger 1 175 meter över havet och antalet invånare är 443.
Terrängen runt Pueblo Nuevo är kuperad åt sydväst, men åt nordost är den platt. Runt Pueblo Nuevo är det tätbefolkat, med 308 invånare per kvadratkilometer. Närmaste större samhälle är Poanas, 4,8 km nordost om Pueblo Nuevo. Omgivningarna runt Pueblo Nuevo är i huvudsak ett öppet busklandskap.